# Брукмюль
Брукмюль (нім. Bruckmühl) — громада в Німеччині, розташована в землі Баварія. Підпорядковується адміністративному округу Верхня Баварія. Входить до складу району Розенгайм.
Площа — 50,22 км2. Населення становить 16 569 ос. (станом на 31 грудня 2020).